# Vère (rivière, affluent du Noireau)
Pour l’article homonyme, voir Vère (affluent de l'Aveyron).
La Vère est une rivière française de Normandie, dans le département de Orne, affluent droit du Noireau et sous-affluent du fleuve l'Orne.

## Géographie
La Vère prend sa source à Landigou, à 243 m d'altitude et coule en prenant la direction de l'ouest sous le nom de ruisseau du Vivier. C'est en recevant les eaux du ruisseau de Blanche Lande, au sud de Flers, qu'elle prend le nom de « Vère ». Canalisée sur une partie de son cours dans Flers, elle traverse le parc du château de Flers où elle reçoit les eaux des ruisseaux du Hariel, de la Vérette, du Plancaïon, de la Fouquerie et de la Planchette. Elle file ensuite vers le nord où elle est rejointe par la Visance. Après avoir traversé la route Flers - Condé-sur-Noireau, elle entre dans la vallée sauvage et anciennement industrialisée qui porte son nom où les eaux sont très courantes. Dans cette partie, les affluents sont successivement le ruisseau d'Aubusson, la Gosselinière, le Coisel et le Casse-cou. Elle conflue avec le Noireau, à 70 m d'altitude, à Saint-Pierre-du-Regard au hameau de Pont-Érambourg, après un parcours de 24,8 km.

### Communes traversées
Dans le seul départements de l'Orne, la Vère traverse les douze communes, suivantes, de l'amont vers l'aval, de Landigou (source), La Selle-la-Forge (traverse et limite au sud) et Messei (limite au nord), Flers, puis limite (à quelques incursions près) entre Saint-Georges-des-Groseillers, Aubusson, Athis-de-l'Orne et Sainte-Honorine-la-Chardonne d'une part à l'est, La Lande-Patry, Caligny, Montilly-sur-Noireau et Saint-Pierre-du-Regard d'autre part à l'ouest.
Soit en termes de cantons, la Vère prend source et conflue sur le même canton de Flers-2, mais traverse les Canton d'Athis-Val de Rouvre et canton de Flers-1, le tout dans l'arrondissement d'Argentan.

### Bassin versant
La Vère traverse cinq zones hydrographiques pour une superficie totale de 112 km2. Ce bassin versant est constitué à 85,47 % de « territoires agricoles », à 11,28 % de « territoires artificialisés », à 2,97 % de « forêts et milieux semi-naturels ». 
Le bassin versant de la Vère est voisin du bassin direct du Noireau à l'ouest et de la Rouvre, affluent de l'Orne à l'est. La limite sud est la ligne de partage des eaux entre l'Orne et la Loire, par le bassin d'un sous-affluent du fleuve, la Varenne.

### Organisme gestionnaire
L'organisme gestionnaire est le SYMOA ou Syndicat mixte de l'Orne et ses affluents, sis à Argentan.

## Affluents

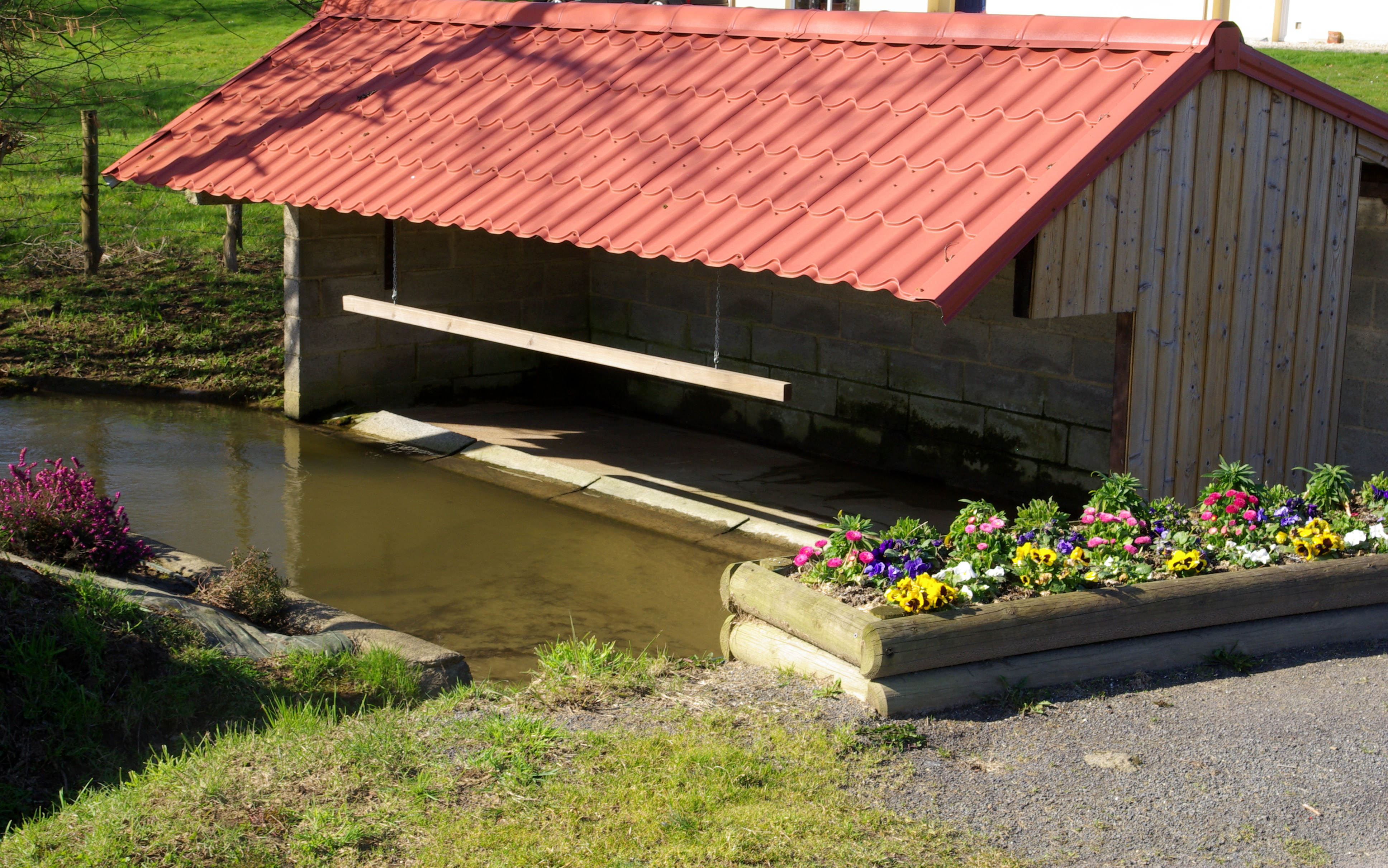
Lavoir au lieu-dit la Gomondière, commune de La Lande-Patry.

La Vère a douze tronçons affluents référencés.
Le principal affluent est la Visance (rg), 11,3 km qui conflue en limite des territoires de La Lande-Patry et Caligny. Le rang de Strahler de la Vizance est de trois.
Les autres affluents sont de longueurs inférieures à 8 km : la Vérette ou Plancaïon (rg), 5,9 km à Flers, le Hariel (rg), 7,1 km à Flers, le Coisel (rd) 5,2 km à Athis-de-l'Orne et le Casse-Cou (rd), 5,5 km à Saint-Pierre-du-Regard.

### Rang de Strahler
Donc le rang de Strahler de la Vère est de quatre.

## Hydrologie

### La Vère à Saint-Pierre-du-Regard
La Vère a été observé à la station I3463010 La Vère à Saint-Pierre-du-Regard, à 76 m d'altitude, pour un bassin versant de 110 km2, depuis le 1er juillet 1975 .
Le module ou moyenne annuelle de son débit y est de 1,53 m3/s.

### Étiage ou basses eaux
À l'étiage, c'est-à-dire aux basses eaux, le VCN3, ou débit minimal du cours d'eau enregistré pendant trois jours consécutifs sur un mois, en cas de quinquennale sèche s'établit à 0,120 m3/s,.

### Crues
Sur cette période d'observation, le débit journalier maximal a été observé le 26 janvier 1995 pour 25,40 m3/s. Le débit instantané maximal a été observé le 5 janvier 2001 avec 30,30 m3/s en même temps que la hauteur maximale instantanée de 1 940 mm soit 1,94 m.
Le QIX 10 est de 22 m3/s, le QIX 20 est de 25 m3/s, et le QIX 50 est de 29 m3/s alors que le QIX 2 est de 14 m3/s et le QIX 5 de 19 m3/s. Le QIX 100 n'a pas pu être calculé vu la période d'observation de 45 ans.

### Lame d'eau et débit spécifique
La lame d'eau écoulée dans cette partie du bassin versant de la rivière est de 438 millimètres annuellement, ce qui est un tiers au-dessus de la moyenne en France, à 300 mm/an. Le débit spécifique (Qsp) atteint 13,8 litres par seconde et par kilomètre carré de bassin.

## Vallée de la Vère

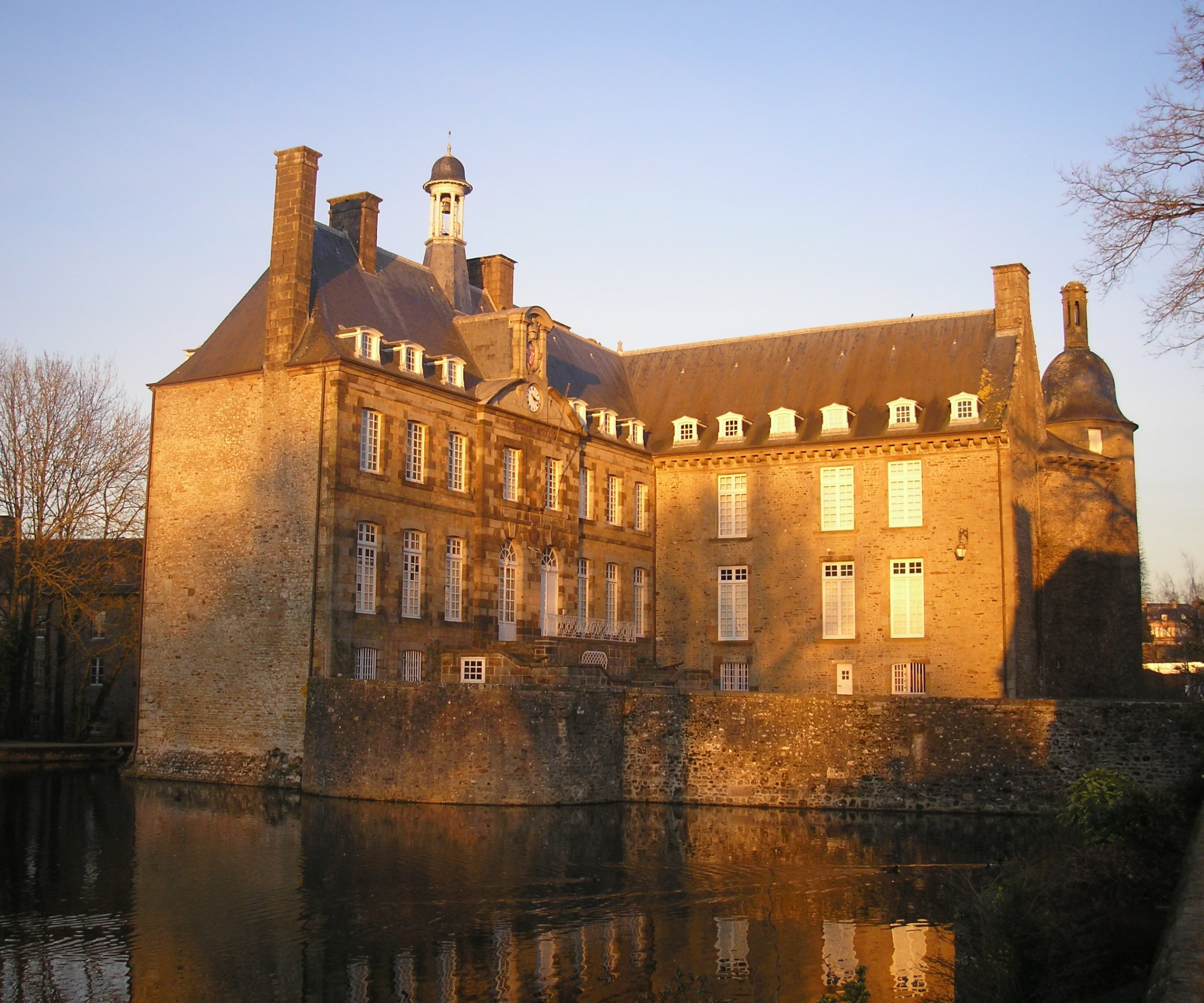
Le château de Flers et l'un de ses étangs.

Cette rivière bordée de paysages pittoresques a malheureusement été fortement polluée en raison du fait qu'elle traverse la ville de Flers, et que sa vallée est très industrialisée. Elle fut notamment bordée par l'usine Ferodo, tristement rendue célèbre par le scandale de l'amiante qui fit surnommer cette vallée par ses propres habitants « vallée de la mort ».
La Vère et ses affluents le Hariel et le Plancaïon alimentent les étangs du château de Flers, château classé Monument historique.